# Sternarchorhynchus curvirostris
Sternarchorhynchus curvirostris és una espècie de peix pertanyent a la família dels apteronòtids.

## Descripció
- Pot arribar a fer 40,6 cm de llargària màxima.[6][7]

## Hàbitat
És un peix d'aigua dolça, bentopelàgic i de clima tropical.

## Distribució geogràfica
Es troba a Sud-amèrica: el riu Bobanaza (l'est de l'Equador) i, potser també, el nord-est del Perú.

## Observacions
És inofensiu per als humans.